# Déclaration sur la langue commune
La Déclaration sur la langue commune (en serbo-croate : Deklaracija o zajedničkom jeziku ou Декларација о заједничком језику) est un texte stipulant que les Bosniaques, les Croates, les Monténégrins et les Serbes ont une langue standard commune de type polycentrique. La langue concernée par la déclaration est le plus couramment connue sous le nom « serbo-croate ». Cette déclaration est publiée en 2017 par un groupe d'intellectuels et d'ONG de Bosnie-Herzégovine, de Croatie, du Monténégro et de Serbie travaillant sur un projet nommé « Langues et nationalismes ».
Instrument visant à contrer les factions nationalistes dans les discussions relatives à la langue et à contribuer au processus de réconciliation entre les peuples, la Déclaration est signée, préalablement à toute présentation publique, par plus de 200 éminents écrivains, scientifiques, journalistes, militants et autres personnalités publiques des quatre pays,. Après sa publication, elle est signée par plus de 10 000 personnes.

## Objet
La Déclaration stipule que les Bosniaques, les Croates, les Monténégrins et les Serbes ont une langue standard commune de type polycentrique,, faisant référence au fait que les quatre peuples communiquent efficacement sans interprète en raison de leur intelligibilité mutuelle,,. Elle souligne aussi que la politique linguistique actuelle mettant l’accent sur les différences conduit à un certain nombre de phénomènes négatifs,, et critique le fait que l’expression linguistique est utilisée comme critère d’appartenance ethno-nationale et comme moyen d’affirmer la loyauté politique,. La Déclaration stipule que la langue et le peuple ne doivent pas nécessairement coïncider, que chaque État ou nation peut codifier et normaliser indépendamment sa propre variante de la langue commune et que les quatre variantes standard jouissent d'un statut égal,. La Déclaration appelle à l’abolition de toutes les formes de ségrégation et de discrimination linguistiques dans les institutions éducatives et publiques, et prône la liberté de choix individuel et le respect de la diversité linguistique.

## Le projet «Langues et nationalismes»
La Déclaration fait suite au projet international « Langues et nationalismes » ,, (fondé par deux fondations allemandes : Forum Ziviler Friedensdienst et Allianz Kulturstiftung), dans le cadre duquel des conférences sont organisées dans les quatre pays en 2016, offrant ainsi un aperçu de la situation et des problèmes actuels,. Quatre organisations non gouvernementales des quatre pays (le Centre PEN Bosnie-Herzégovine de Sarajevo, l'Association Kurs de Split, Krokodil de Belgrade et le Centre d'éducation civique de Podgorica) organisent cette série de conférences interdisciplinaires d'experts dans chacune de ces quatre villes avec la participation notamment de linguistes, de journalistes et d'anthropologues,. De nombreux publics sont rejoints,. Les thèmes des débats lors des conférences de 2016 sont :
- 21 avril : Est-ce que chaque peuple au Monténégro parle une langue différente ? (Podgorica)
- 22 avril : Quel est le but d’accroître les différences linguistiques ? (Podgorica)
- 19 mai : L’anarchie menace-t-elle si nous ne prescrivons pas la manière de parler ? (Split)
- 20 mai : Et si les Croates et les Serbes avaient une langue commune ? (Split)
- 5 octobre : Qui est celui qui vole la langue ? (Belgrade)
- 6 octobre : L'idéologie de la langue correcte (Belgrade)
- 23 novembre : Manipulations politiques du thème de la langue (Sarajevo)
- 24 novembre : Les correcteurs d'épreuves, des imitateurs de la nationalité (Sarajevo)

## La création de la déclaration
Plus de trente experts participent pendant plusieurs mois à la rédaction de la Déclaration, dont la moitié sont des linguistes de différentes nationalités provenant des quatre États,. Après la dernière conférence de Sarajevo du 24 novembre 2016, des jeunes de Bosnie-Herzégovine ayant vécu la ségrégation linguistique à l'école ont l'idée de rédiger un texte qui encouragerait un changement de politique linguistique dans les quatre pays,,,,. Ils appellent le texte « Déclaration sur la langue commune » et le confient à des linguistes professionnels pour une réécriture, chose qu'ils font à Zagreb,.
Un comité d'experts provenant des quatre pays est formé pour travailler sur la version finale de la Déclaration les 16 et 17 janvier 2017 à Zagreb. Après la réunion, le texte est envoyé à une vingtaine de consultants, dont les propositions sont ensuite intégrées dans la forme finale du texte.

## Présentation de la déclaration

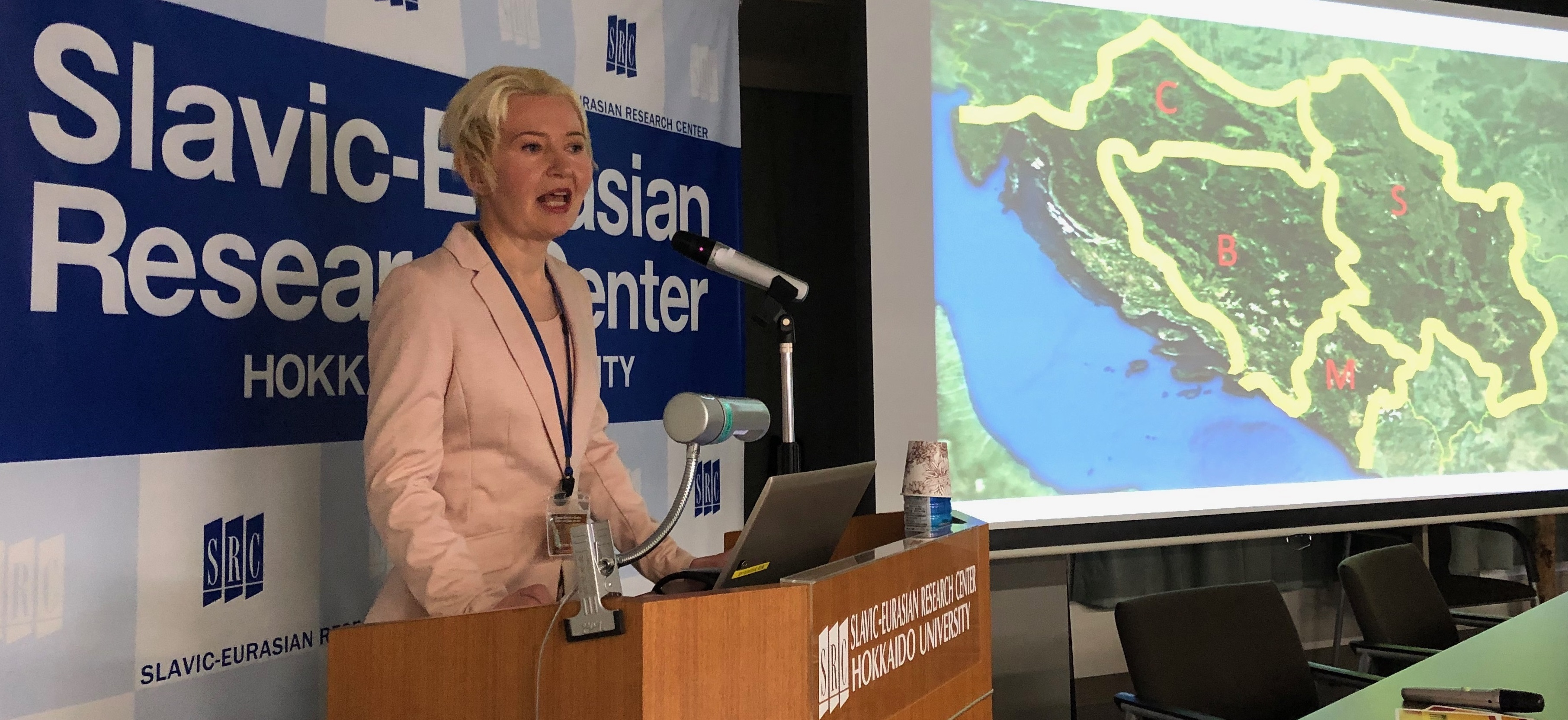
Discours de la linguiste Snježana Kordić sur la Déclaration lors d'une conférence au Japon en 2018.

Le 30 mars 2017, à Zagreb, Podgorica, Belgrade et Sarajevo, la Déclaration sur la langue commune est présentée au public, appuyée de plus de deux cents signatures d'intellectuels éminents, de Croatie, du Monténégro, de Bosnie-Herzégovine et de Serbie. La Déclaration est ensuite ouverte à la signature d’autres personnes. Au cours des jours suivants, plus de 8 000 personnes la signent. Plusieurs tables rondes, forums et débats publics sont ensuite organisés en lien avec la déclaration,,,,,,,,,,.
En 2018, une série de discours sur la Déclaration est organisée dans des universités de l'Union européenne,,, et du Japon,,.